# Фей, Леонтина
Леонтина Фей (фр. Léontine Fay, dame Joly, dite Volnys; 1810—1876) — французская театральная актриса.

## Биография
Леонтина Фей родилась 9 ноября 1810 года в городе Тулузе в артистической семье.
Уже в пятилетнем возрасте дебютировала во франкфуртском театре и затем объехала всю Бельгию и Францию в качестве «маленького чуда». В 1824 году выступила в парижском театре Gymnase с огромным успехом. Её веселость, детская грация игры и необыкновенно рано развитый ум обеспечили успех в этом театре многих мелких пьес Эжена Скриба и других авторов.

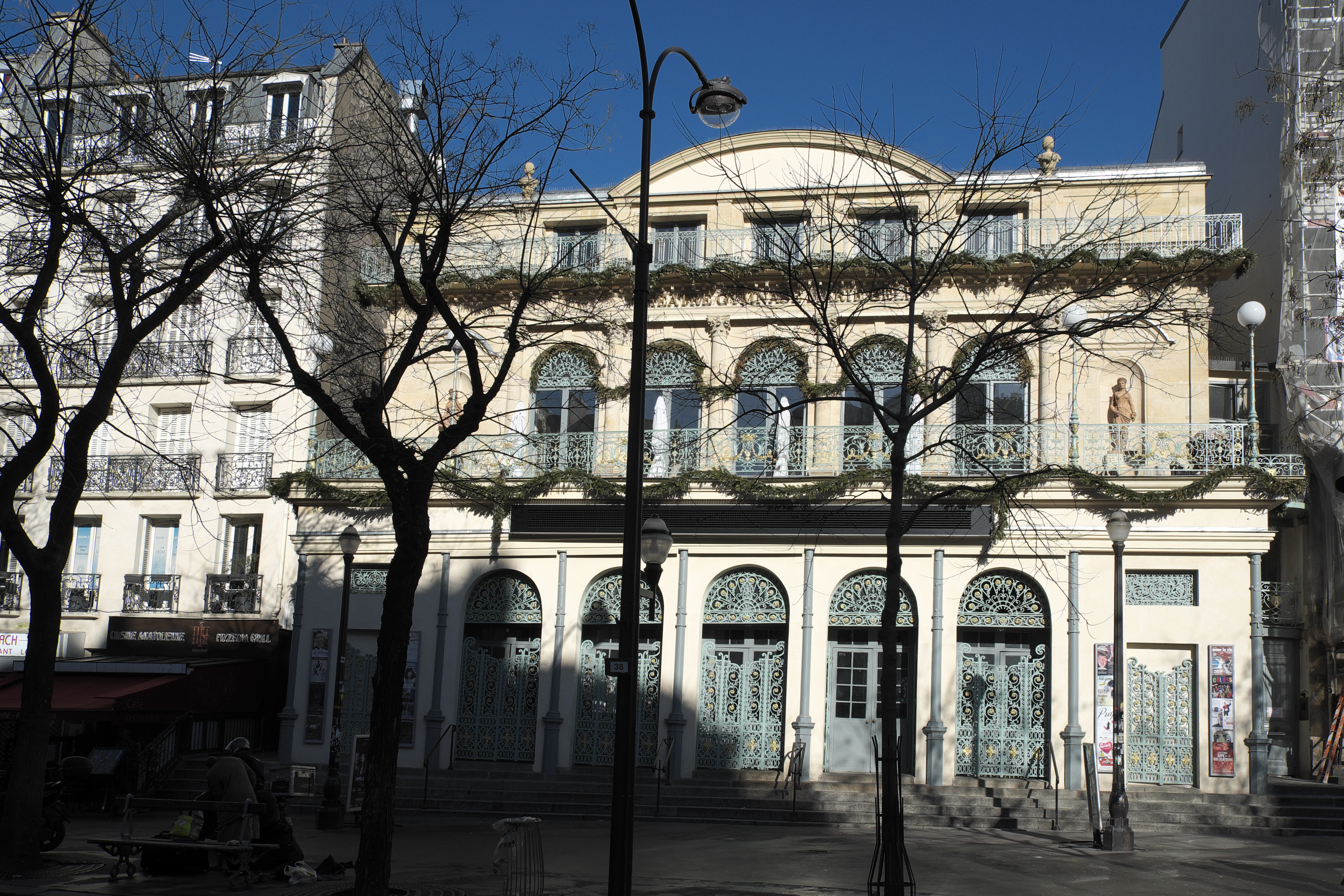
Gymnase (Париж)

В 1829 году она вышла замуж за актёра Шарля Жоли или Вольниса (фр. Charles de Volnys), вместе с которым в 1835 была приглашена в «Комеди Франсез». Сперва она играла роли любовниц в новых драмах, но вскоре отдалась специально характерным ролям в комедии. Однажды она отказалась играть роль Мессалины в пьесе Александра Дюма-отца «Калигула», на том основании, что честная женщина не может изображать такое лицо, не оскорбляя чувство приличия.
Вследствие интриг коллег по сцене, Леонтина Фей вернулась в Gymnase, но в 1844 году была вновь приглашена в Comédie Française, и играла с тем же успехом, как в свои лучшие дни. По словам русского театрального критика Коровякова Д. Д. в ней особенно ценилось «отсутствие манерности, деланности и необыкновенная выразительность и грация исполнения».
В 1845 году Леонтина Фей приехала в Российскую империю, где получила приглашение быть чтицей вдовствующей императрицы Александры Фёдоровны, которую сопровождала в путешествиях.
По возвращении во Францию она вновь вступила в Comédie Française, где оставалась до 1847 года, когда была приглашена в столицу России город Санкт-Петербург в Михайловский театр, где, вместе с Арну-Плесси разделила роли ушедшей со сцены Луизы Аллан.
Сначала она не произвела большого впечатления на петербургскую публику; успех пришёл к ней позже, когда она отказалась от ролей, где героини были слишком молоды. Её живая, страстная и разнообразная игра завоевала ей почетное место во французской труппе. Как мимическая артистка, она почти не имела соперниц и в совершенстве играла роли немых, например Жоржа в «Энгувильском немом» и Фенеллы в  «Немой из Портичи». С 1855 года актриса окончательно перешла на роли матерей и пожилых женщин, играла их с постоянным и неизменным успехом до конца своей артистической карьеры.
В 1868 году Леонтина Фей оставила сцену Михайловского театра и поселилась с мужем на Лазурном берегу в Ницце, где и умерла 29 августа 1876 года.